# 內馬尼亞·貝紹維奇
內馬尼亞·貝紹維奇（羅馬化：Nemanja Bešović，1992年6月8日—）為塞爾維亞男子籃球運動員，出生於波德戈里察。

## 職業生涯
2008年11月貝紹維奇轉隊至貝爾格勒游擊隊。效力貝爾格勒游擊隊四年以後，貝紹維奇於2012年9月要求貝爾格勒游擊隊與其中止合約。12月貝紹維奇到比利時球隊斯皮魯沙勒羅瓦進行測試。
2013年6月貝紹維奇與斯皮魯沙勒羅瓦簽下三年合約，每年賽季結束時可以逃脫合約挑戰NBA；貝紹維奇被斯皮魯沙勒羅瓦租借給弗威耶-佩平斯特。2016年9月貝紹維奇與馬其頓球隊斯特魯米察簽約。
2017-18賽季索維奇效力於卡達球隊多哈国民，場均表現為19.5分、11.3籃板。2018年9月貝紹維奇前往美國洛杉磯接受阿瓜卡連特快艇測試。12月貝紹維奇重返卡達加盟多哈加拉法。2020年1月貝紹維奇與伊朗球隊伊斯法罕佐帕罕簽約。
2021年9月貝紹維奇睽違四年重返歐洲賽場加盟保加利亞球隊普羅夫迪夫學院。2022年2月普羅夫迪夫學院釋出貝紹維奇。3月P. LEAGUE+桃園領航猿宣布外籍球員貝紹維奇已抵達臺灣。
2022年9月敘利亞球隊尊嚴簽下貝紹維奇。2023年12月印尼球隊丹格朗老鷹將貝紹維奇放入2024年IBL名單當中。2024年2月貝紹維奇離開了丹格朗老鷹，貝紹維奇代表丹格朗老鷹出賽五場，場均上場27.2分鐘，可貢獻12.8分、9.8籃板、1助攻，其位置由阿米爾·威廉斯頂替。7月貝紹維奇加入伊拉克球隊電力。

## 外部連結
- 內馬尼亞·貝紹維奇在fiba.basketball（英语）
- 內馬尼亞·貝紹維奇在archive.fiba.com（存檔）（英语）
- 內馬尼亞·貝紹維奇在歐洲籃球聯賽官網（英语）
- 內馬尼亞·貝紹維奇在亞得里亞海聯賽官網（英语）
- 內馬尼亞·貝紹維奇在P. LEAGUE+官網
- 內馬尼亞·貝紹維奇在Basketball-Reference.com（國際）（英语）
- 內馬尼亞·貝紹維奇在Eurobasket.com（球員）（英语）
- 內馬尼亞·貝紹維奇在Proballers（英语）
- 內馬尼亞·貝紹維奇在RealGM（英语）
- 內馬尼亞·貝紹維奇在Flashscore（英语）
- . Interperformances.com.   [2024-11-12]. （原始内容存档于2022-01-27）.